# Hypercompe conspersa
Hypercompe conspersa là một loài bướm đêm thuộc phân họ Arctiinae, họ Erebidae.